# Tambourissa
Tambourissa är ett släkte av tvåhjärtbladiga växter. Tambourissa ingår i familjen Monimiaceae.

## Dottertaxa tillTambourissa, i alfabetisk ordning[1]
- Tambourissa alaticarpa
- Tambourissa amplifolia
- Tambourissa bathiei
- Tambourissa beanjadensis
- Tambourissa bosseri
- Tambourissa capuronii
- Tambourissa castri-delphinii
- Tambourissa cocottensis
- Tambourissa comorensis
- Tambourissa cordifolia
- Tambourissa crassa
- Tambourissa decaryana
- Tambourissa dorrii
- Tambourissa elliptica
- Tambourissa ficus
- Tambourissa floricostata
- Tambourissa gracilis
- Tambourissa hildebrandtii
- Tambourissa humbertii
- Tambourissa kirkii
- Tambourissa leptophylla
- Tambourissa longicarpa
- Tambourissa madagascariensis
- Tambourissa mandrarensis
- Tambourissa manongarivensis
- Tambourissa masoalensis
- Tambourissa moeheliensis
- Tambourissa nicolliae
- Tambourissa nitida
- Tambourissa nosybensis
- Tambourissa paradoxa
- Tambourissa parvifolia
- Tambourissa pedicellata
- Tambourissa peltata
- Tambourissa perrieri
- Tambourissa purpurea
- Tambourissa quadrifida
- Tambourissa rakotozafyi
- Tambourissa religiosa
- Tambourissa sieberi
- Tambourissa tau
- Tambourissa tetragona
- Tambourissa thouvenotii
- Tambourissa trichophylla
- Tambourissa uapacifolia